# 永田和宏 (冶金学者)
永田 和宏（ながた かずひろ、1946年 - ）は、日本の冶金学者。工学博士、東京工業大学名誉教授。専門分野は、鉄冶金学、熱力学など。
たたら製鉄や古代製鉄技術の研究で知られ、たたら製鉄を簡易的に再現できる「永田式たたら」を考案した。

## 経歴
1946年、岐阜県益田郡金山町（現在は下呂市）生まれ。
1969年、東京工業大学工学部金属工学科卒業、1975年同大学院理工学研究科博士課程修了、工学博士。
1976年、ベネズエラ国立科学研究所 (IVIC) 主任研究員。1978年より東京工業大学技官、助手・助教授を経て、1992年より東京工業大学教授。この間、1982年にマサチューセッツ工科大学(MIT)客員助教授も務めた。
2009年より東京藝術大学文化財保存学保存科学研究室・美術工芸材料学教授を務め、そののち京都造形芸術大学客員教授。
日本鉄鋼協会理事、日本金属学会理事などを務めた。
このほか「NPO法人ものづくり教育たたら」理事長として子供のたたら製鉄体験に携わっており、2005年には「たたら製鉄によるものづくり教育の理解増進」を理由として「科学技術分野の文部科学大臣表彰」（理解増進部門）を受賞した。